# Trimerotropis occulens
Trimerotropis occulens är en insektsart som beskrevs av Otte, D. 1984. Trimerotropis occulens ingår i släktet Trimerotropis och familjen gräshoppor. IUCN kategoriserar arten globalt som starkt hotad. Inga underarter finns listade i Catalogue of Life.